# Chris Flexen
Christopher Flexen (Newark, 1º luglio 1994) è un giocatore di baseball statunitense, lanciatore per i Seattle Mariners della Major League Baseball.

## Minor League (MiLB)
Frequenta la Newark Memorial High School a Newark, in California, dove si alterna come quarterback di football americano e come lanciatore, seconda base e terza base nella squadra di baseball. Prima di iscriversi al college, nel 2012 viene scelto dai New York Mets al 14º giro del Major League Baseball draft.
Debutta tra i professionisti nei Kingsport Mets, dove conclude la stagione 2012 con 1 vittoria e 3 sconfitte e una media PGL di 5,63. Nel 2013 il suo record migliora sensibilmente: 8 vittorie e 1 sconfitta, 2,09 di PGL in 69 inning; risultati che, l’anno seguente, gli valgono la promozione in singolo A nei Savannah Sand Gnats. Qui però il suo rendimento peggiora e a luglio 2014 è costretto a sottoporsi a un delicato intervento chirurgico al gomito. Rientra dalla riabilitazione nel 2015, alternandosi tra i Sand Gnats e due club di categorie inferiori, i Brooklyn Cyclones e i GCL Mets.
Grazie alle buone prestazioni, nel 2016 viene promosso nei St. Lucie Mets (A+) e alla fine dell’anno è inserito per la prima volta nel roster allargato dei New York Mets. Inizia anche il 2017 a Port St. Lucie ma, dopo un ottimo avvio (2,13 di PGL), il 31 maggio sale in doppio A nei Binghamton Rumble Ponies. Qui migliora ancora le sue statistiche: 1,66 di PGL e 50 strikeout in 7 gare tra giugno e luglio.

## Major League (MLB)
Il 24 luglio 2017, a sorpresa, i Mets annunciano la convocazione di Flexen in prima squadra per sostituire l’infortunato Zack Wheeler: era dal debutto dell’all-star Michael Conforto (2015) che un giocatore dei Mets non veniva promosso in Major League senza passare dal triplo A.
Flexen esordisce il 27 luglio al Petco Park di San Diego, lanciando come partente nella sconfitta per 7-5 contro i San Diego Padres. Resiste solo 3 inning, in cui concede 4 punti, 5 valide e 4 basi su ball, e viene accreditato come lanciatore perdente. Al terzo lancio della sua partita subisce un fuoricampo dal lead off Manuel Margot, e diventa così il quinto giocatore nella storia dei Mets a subire un home run dal primo battitore affrontato in Major League. L’8 agosto, all’esordio al Citi Field e alla terza partita in MLB, conquista la sua prima vittoria nel successo per 5-4 contro i Texas Rangers. Chiude la prima stagione in MLB con 3 vittorie e 6 sconfitte in 14 partite (9 da partente). Delude per la tendenza a concedere punti (PGL 7,88) e basi gratuite (rapporto strikeout/basi ball 1,03).

### Campionato coreano e ritorno in America
Flexen venne designato per la riassegnazione il 6 dicembre 2019 e il giorno seguente annunciò di aver firmato un contratto di un anno con i Doosan Bears, squadra militante nella Korea Baseball Organization.
Il 9 dicembre 2020, Flexen firmò un contratto biennale dal valore complessivo di 4.75 milioni di dollari con i Seattle Mariners.